# Betriebsschwingungsanalyse
Die Betriebsschwingungsanalyse dient zur Ermittlung der Betriebsschwingungsform von Bauteilen, d. h. deren Schwingverhalten in einem bestimmten Betriebszustand. Anders als bei der Modalanalyse, bei der die möglichen Eigenfrequenzen von Strukturen unabhängig von der tatsächlichen Betriebsanregung untersucht werden, ist bei der Betriebsschwingungsanalyse also die Art der Anregung wesentlich.
Zur Ermittlung der Betriebsschwingungsform wird die Schwingung der Struktur während des Betriebs an vielen Punkten gemessen (Weg-, Schnelle- oder Beschleunigungsaufnehmer). Wie bei der Modalanalyse muss auch hier darauf geachtet werden, die Phasenbeziehungen der Messsignale untereinander zu erfassen. Dies kann erreicht werden, indem man alle Messpunkte gleichzeitig erfasst. Ist dies nicht möglich, so muss das Anregungssignal exakt reproduziert und ein Referenzsignal immer mit gemessen werden; dann werden die auftretenden Amplituden an den verschiedenen Messpunkten dargestellt. Dies kann entweder für die ungefilterten Signale erfolgen oder auch für einzelne Frequenzen bzw. Frequenzbänder.

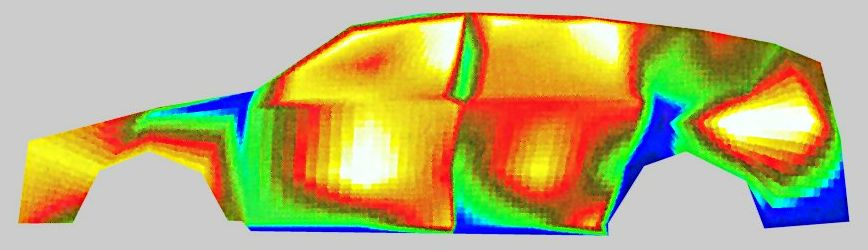
Verteilung der Schwingbeschleunigung auf einer Fahrzeugkarosserie bei Anregung durch Fahrbahnunebenheiten (Bild: FKFS, Stuttgart)

Ein Beispiel ist die Darstellung der Schwingbeschleunigungen an der Oberfläche eines Fahrzeuges bei Anregung durch Fahrbahnunebenheiten. Eine solche statische Darstellung mit Beschleunigungspegeln lässt die Phasenlage der Signale untereinander zwar nicht mehr erkennen, ermöglicht aber einen schnellen Überblick über die Amplitudenverteilung auf der Struktur.
Zur Ermittlung der Betriebsschwingungsform hat sich in den letzten Jahren die Laser-Scanning-Vibrometrie immer mehr durchgesetzt. Hierbei wird ein Laserstrahl durch eine Spezialoptik über die zu vermessende Struktur geführt, der mittels der Laser-Doppler-Vibrometrie (LDV) die Schwingschnelle in Richtung des Laserstrahles misst. Mit einem einzigen Laser lässt sich somit also nur die Schwingung in einer Richtung erfassen. Diese Technik wird daher besonders häufig zur Betriebsschwingungsanalyse von Blechstrukturen eingesetzt, bei denen meist nur die Schwingamplitude senkrecht zur Blechoberfläche interessiert. Es sind jedoch auch Systeme zur 3D-Laser-Scanning-Vibrometrie im Einsatz, die mit drei Lasern die Darstellung der räumlichen Bewegung einer Struktur ermöglichen.

## Weblink
- Video von der Betriebsschwingung einer Fahrzeugtür (LDV) (AVI; 2,2 MB)